# فرنان بنیه
فرنان بنیه (فرانسوی: Fernand Besnier‎; ۲۷ مارس ۱۸۹۴ – ۷ فوریهٔ ۱۹۷۷) دوچرخه‌سوار اهل فرانسه بود.